# Pneumonija
Pneumonija ili upala pluća je akutno upalno stanje plućnog parenhima. Obično je uzrokuje zaraza virusima ili bakterijama, a rjeđe drugi mikroorganizmi, određeni lijekovi i druga stanja kao što su autoimune bolesti.
Tipični simptomi uključuju kašalj, bol u prsima, vrućicu i teškoće pri disanju. Dijagnostički alati uključuju roentgen i kulturu ispljuvka. Dostupna su cjepiva za sprječavanje određenih vrsta pneumonije. Liječenje ovisi o uzroku bolesti. Pretpostavljena bakterijska pneumonija se liječi antibioticima. U slučaju teške pneumonije, oboljela se osoba obično hospitalizira. 
Pneumonija godišnje pogađa oko 450 mililjuna ljudi, sedam posto svjetskog stanovništva, i uzrokuje 4 milijuna smrti. Iako je William Osler u 19. stoljeću nazivao pneumoniju "kapetanom ubojicom", otkriće terapije antibioticima i cjepiva u 20. stoljeću je poboljšala izglede za preživljavanje. Međutim, u zemljama u razvoju te među vrlo starim, vrlo mladim i kronično oboljelim osobama, pneumonija je i dalje glavni uzročnik smrti.

## Znakovi i simptomi
| Učestalost simptoma | Učestalost simptoma |
| Simptom             | Učestalost          |
| ------------------- | ------------------- |
| Kašalj              | 79–91%              |
| Zamor               | 90%                 |
| Vrućica             | 71–75%              |
| Pomanjkanje daha    | 67–75%              |
| Ispljuvak           | 60–65%              |
| Bol u prsima        | 39–49%              |

Osobe s infektivnom pneumonijom često imaju produktivni kašalj, vrućicu kao i drhtanje, pomanjkanje daha, oštru ili probadajuću bol u prsima kod dubokog disanja te povećanu brzinu disanja. Kod starijih osoba, zbunjenost može biti najistaknutiji znak. Tipični znakovi i simptomi kod djece ispod pet godina su vrućica, kašalj te brzo ili otežano disanje.
Vrućica nije vrlo specifična, jer se javlja kod mnogih drugih uobičajenih bolesti, a može bit i odsutna kod teško oboljelih ili pothranjenih osoba. Osim toga, kašalj je često odsutan kod djece mlađe od 2 mjeseca. Teži znakovi i simptomi mogu uključivati: modrilo kože, smanjenu žeđ, grčeve, stalno povraćanje, ekstremno visoku temperaturu ili smanjenu razinu svijesti.
Bakterijski i virusni slučajevi pneumonije obično izazivaju iste simptome. Neki uzroci se povezuju s klasičnim, ali ne-specifičnim, kliničkim karakteristikama. Pneumonija koju uzrokuje Legionella pneumophila može biti popraćena bolovima u trbuhu, proljevom ili smetenošću, dok se pneumonija koju uzrokuje Streptococcus pneumoniae povezuje s ispljuvkom boje hrđe, a pneumonija koju uzrokuje Klebsiella može izazvati krvavi ispljuvak koji se često opisuje kao "pekmez od ribiza". Krvavi ispljuvak (poznat kao hemoptiza) se također može pojaviti uz tuberkulozu, gram-negativnu pneumoniju i apsces pluća, kao i češće uz akutni bronhitis.Mikoplazma pneumonija se može pojaviti vezano uz nateknuće limfnih čvorova u vratu, bol u zglobovima, ili upalu srednjeg uha. Virusna pneumonija se češće javlja uz teško disanje nego bakterijska pneumonija.

## Uzrok
Pneumoniju prvenstveno izazivaju infekcije uzrokovane bakterijama ili virusima te rjeđe uzrokovane gljivicama i Praživotinjama. Iako je identificirano preko 100 vrsta infektivnih uzročnika, samo nekoliko je odgovorno za većinu slučajeva. Miješane infekcije virusima i bakterijama mogu se javiti u do 45% infekcija kod djece i 15% infekcija kod odraslih. Uzročnik može promaći izolaciji u približno pola slučajeva unatoč pažljivom testiranju.
Izraz pneumonija se ponekada koristi za šire označavanje bilo kojeg stanja koje uzrokuje upalu pluća (uzrokovanu, na primjer, autoimunom bolešću, kemijskim opeklinama ili reakcijama na lijekove); međutim, ova upala se točnije naziva pneumonitis. Infektivni uzročnici su povijesno bili podijeljeni na "tipične" i "atipične" na osnovi pretpostavljenih načina pojavljivanja, ali dokazi nisu poduprli ovu razliku pa se stoga više ne naglašava.
Uvjeti i rizični čimbenici koji pogoduju pneumoniji uključuju: pušenje, imunodeficijenciju, alkoholizam, kroničnu opstruktivnu plućnu bolest, kroničnu bolest bubrega i bolesti jetre. Upotreba lijekova za potiskivanje kiselina, kao što su inhibitori protonske pumpe ili H2 blokatori, povezuje se s povećanom opasnošću od pneumonije. Starost također pogoduje pneumoniji.

### Bakterije
Bakterije su najučestaliji uzrok pneumonije, s time da je vrsta Streptococcus pneumoniae izolirana u gotovo 50% slučajeva. Druge često izolirane bakterije uključuju: Haemophilus influenzae u 20%, Chlamydophila pneumoniae u 13% i Mycoplasma pneumoniae u 3% slučajeva; Staphylococcus aureus; Moraxella catarrhalis; Legionella pneumophila i Gram-negativne bacile. Niz inačica gore navedenih infekcija otpornih na lijekove postaju sve češće, uključujući i Streptococcusa pneumoniae otpornog na lijekove (DRSP) te Staphylococcusa aureusa otpornog na meticilin (MRSA).
Širenje organizama je olakšano u prisutnosti rizičnih čimbenika. Alkoholizam se povezuje s vrstom Streptococcus pneumoniae, anaerobnim organizmima i vrstom Mycobacterium tuberculosis; pušenje potiće infekciju vrstama Streptococcus pneumoniae, Haemophilus influenzae, Moraxella catarrhalis i Legionella pneumophila. Izlaganje pticama je povezano s vrstom Chlamydia psittaci; domaćim životinjama s vrstom Coxiella burnetti; udisanje sadržaja želuca s anaerobnim organizmima; a cistična fibroza s vrstom Pseudomonas aeruginosa i Staphylococcus aureus.Streptococcus pneumoniae je uobičajenija zimi, i treba je pretpostaviti kao uzrok kod osoba koje udišu velike količine anaerobnih organizama.

### Virusi
Kod odraslih osoba, virusi čine približno trećinu, a kod djece oko 15% slučajeva pneumonije. Često prisutni agensi uključuju: rinoviruse, koronaviruse, viruse gripe, respiratorni sincicijski virus (RSV), adenovirus i virus parainfluence. Virus Herpes simplex rijetko uzrokuje pneumoniju, osim kod skupina kao što su: novorođenčad, osobe s rakom, primatelji transplantata te osobe sa znatnim opeklinama. Osobe nakon transplantacije organa ili osobe koje su na drugi način imunokompromitirane u velikom broju obolijevaju od pneumonije uzrokovane citomegalovirusom. Osobe s virusnim infekcijama mogu biti sekundarno zaražene bakterijama Streptococcus pneumoniae, Staphylococcus aureus, ili Haemophilus influenzae, osobito ako su prisutni drugi zdravstveni problemi. Različiti virusi prevladavaju u različita doba godine, na primjer, tijekom sezone gripe, gripa može biti uzročnik više od polovice svih virusnih slučajeva. Povremeno se javljaju epidemije drugih virusa, uključujući hantavirus i koronaviruse.

### Gljivice
Gljivična pneumonija nije uobičajena, ali se češće javlja kod osoba s oslabljenim imunološkim sustavom zbog AIDS-a, imunosupresivnih lijekova ili drugih zdravstvenih problema. Najčešći uzročnici su Histoplasma capsulatum, Blastomyces, Cryptococcus neoformans, Pneumocystis jiroveci i Coccidioides immitis. Histoplazmoza je najuobičajenija u slivu rijeke Mississippi, a kokcidioidomikoza je najuobičajenija u jugoistočnim Sjedinjenim Američkim Državama. Broj slučajeva je rastao u kasnijoj polovici 20. stoljeća zbog učestalog putovanja i broja imunosupresije kod populacije.

### Praživotinje
Pluća može napasti niz vrsta praživotinja, uključujući: Toxoplasma gondii, Strongyloides stercoralis,Ascaris lumbricoides i Plasmodium malariae. Ovi organizmi najčešće uđu u tijelo putem izravnog dodira s kožom, gutanjem ili putem kukaca nositelja. Osim Paragonimus westermani, većina parazita ne ugrožavaju pluća izravno, već utječu na njih sekundarno kroz druge organe. Neki paraziti, osobito oni iz rodova Ascaris  i Strongyloides, stimuliraju jaku eozinofilnu reakciju, koja može uzrokovati eozinofilnu pneumoniju. Kod drugih zaraza, kao što je malarija, utjecaj na pluća se javlja primarno zbog sistemične upale izazvane citokinima. U razvijenom svijetu, ove zaraze su najčešće kod osoba koje se vraćaju s putovanja ili kod imigranata. Globalno gledano, ove su zaraze najčešće kod osoba s imunodeficijencijom.

### Idiopatska pneumonija
Idiopatske intersticijske pneumonije ili nezarazne pneumonije čine grupu difuznih bolesti pluća. One uključuju: difuzno alveolarno oštećenje, organiziranu pneumoniju, nespecifičnu intersticijsku pneumoniju, limfocitnu intersticijsku pneumoniju, deskamativnu intersticijsku pneumoniju, respiratorni bronhiolitis s intersticijskom pneumonijom i običnu intersticijsku pneumoniju.

## Patofiziologija
Pneumonija često počinje kao infekcija gornjeg dišnog sustava koja prelazi u donji dišni sustav.

### Virusna
Virusi do pluća mogu doprijeti različitim putovima. Do zaraze respiratornim sincicijskim virusom tipično dolazi dodirivanjem očiju ili nosa nakon dodirivanja virusom zagađenih predmeta. Do zaraze drugim virusima dolazi udisanjem u zraku raspršenih kapljica koje sadrže virus, na nos ili usta. Kad jednom dospiju u gornje dišne putove, virusi mogu dospjeti i do pluća, gdje ulaze u stanice koje oblažu plućne mjehuriće (alveole) ili u plućni parenhim. Neki virusi, poput virusa ospica i herpes simplex virusa mogu u pluća dospjeti putem krvi. Ulazak virusa u pluća može dovesti do smrti stanica različitog opsega. Kad imunološki sustav odgovori na infekciju, može doći do još opsežnijeg oštećenja pluća. Upalnoj reakciji doprinose leukociti, uglavnom oni mononuklearni. Osim oštećenja pluća, mnogi virusi istovremeno zahvaćaju druge organe i na taj način oštećuju njihove funkcije. Virusna infekcija također povećava podložnost organizma bakterijskim infekcijama, pa se zbog toga kao komorbidno stanje može razviti bakterijska pneumonija.

### Bakterijska
Većina bakterija do pluća dospijeva udisajem iz grla ili nosa. Do udisanja malih količina sekreta iz grla ili nosa dolazi tijekom spavanja u polovice zdravih ljudi. U grlu se bakterije nalaze uvijek, ali potencijalno zarazne bakterije se tamo nalaze samo u određeno vrijeme i u određenim okolnostima. Manji broj bakterija kao što su Mycobacterium tuberculosis i Legionella pneumophila dopire do pluća zaraženim, u zraku raspršenim kapljicama. Bakterije se mogu do pluća proširiti i krvlju. Kada dospiju u pluća, bakterije mogu prodrijeti u prostore između stanica i između alveola, gdje će ih pokušati uništiti makrofazi i neutrofili (oblici leukocita). Neutrofili također otpuštaju citokine, koji dovode do općeg podražaja imunosnog sustava. Zbog toga dolazi do vrućice, tresavice i umora, koji su česti simptomi bakterijske pneumonije. Neutrofili, bakterije i tekućina iz okolnih krvnih žila ispunjavaju alveole, što se na rendgenskoj slici vidi kao konsolidacija tkiva.

## Dijagnoza
Pneumonija se tipično dijagnosticira na osnovi kombinacije znakova i simptoma i rendgenske slike pluća. Međutim, točni uzrok nije uvijek lako utvrditi, jer ne postoji konačna pretraga kojom se može razlikovati bakterijsko i nebakterijsko podrijetlo. Svjetska zdravstvena organizacija je klinički definirala pneumoniju u djece ili samo na osnovi kašlja ili na osnovi otežanog i ubrzanog disanja, uvlačenja stijenke donjeg dijela prsnog koša prilikom udisanja, ili na osnovi poremećene svijesti. Ubrzanim disanjem se u djece dobi ispod 2 mjeseca smatra ono od više od 60 udisaja u minuti, u djece dobi od 2 mjeseca do 1 godine života ono od više od 50 udisaja u minuti, a u djece dobi od 1 godine do 5 godina života ono od više od 40 udisaja u minuti. U djece je ubrzano disanje i uvlačenje stijenke donjeg dijela prsnog osjetljiviji znak od krepitacija koje se čuju pomoću stetoskopa.
U blagim slučajevima u odraslih obično nisu potrebne dodatne pretrage: ako su svi životni znakovi i auskultacija uredni, opasnost je mala. U bolesnika kojima je potrebna hospitalizacija, preporučuje se učiniti pulsnu oksimetriju, rendgen prsišta i krvne pretrage — uključujući kompletnu krvnu sliku, serumske elektrolite, razinu C reaktivnog preoteina, te po mogućnosti i testove jetrene funkcije. Na osnovi znakova i simptoma se može postaviti dijagnoza bolesti nalik gripi, međutim za potvrdu infekcije gripom potrebno je učiniti druge pretrage. Zbog toga je liječenje često zasnovano na postojanju epidemije gripe, ili na brzom dijagnostičkom testu na gripu.

### Tjelesni pregled
Tjelesnim pregledom se ponekad može otkriti niski krvni tlak, ubrzani rad srca ili niska zasićenost kisikom. Disanje može biti brže od normalnog, a može se pojaviti i dan ili dva prije pojave drugih simptoma. Pregled prsnog koša ne mora pokazivati promjene ali se može vidjeti oslabljeno širenje prsnog koša s oboljele strane. Grubi dišni zvukovi iz većih dišnih putova koji se prenose kroz oboljelo plućno krilo nazivaju se bronhalno disanje, a čuju se prilikom auskultacije pomoću stetoskopa. Prilikom udaha se iznad upalom zahvaćenog područja mogu čuti krepitacije. Perkusijom zvukovi iznad zahvaćenog plućnog krila mogu biti prigušeni. Auskultacijom govora je glas kod pneumonije piskutaviji iznad zahvaćenog pluća (kao da je bolesnik primjerice udahnuo helij), dok je u slučaju pleuralnog izljeva prigušeniji.

### Slikovne pretrage
U svrhu postavljanja dijagnoze često se koristi rendgen prsišta. Slikovne su pretrage potrebne u osoba s blagom bolešću ako se očekuju moguće komplikacije, u bolesnika čije se stanje ne popravlja usprkos liječenju i u bolesnika u kojih ne postoji sigurnost o uzroku bolesti. Ako je stanje bolesnika tako loše da je potrebna hospitalizacija, preporučuje se učiniti rendgen prsišta. Nalazi rendgenske pretrage ne odražavaju uvijek težinu bolesti, i na temelju njih se ne može pouzdano razlučiti bakterijska od virusne infekcije.
Rentgenska slika pneumonije se može podijeliti u lobarnu pneumoniju, bronhopneumoniju (koja se naziva i lobularnom pneumonijom) i intersticijsku pneumoniju. Bakterijska pneumonija tipično pokazuje sliku konsolidacije pluća u jednom segmentalnom lobusu pluća što se naziva lobarnom pneumonijom.Međutim, nalazi mogu biti vrlo različiti, a uz druge oblike pneumonija česte su drugačije slike. Aspiracijska pneumonija može biti obilježena obostranim zasjenjenima na bazi, osobito desnog pluća. Rentgenski nalazi kod virusne pneumonije mogu se doimati normalnima, pluća mogu izgledati prenapuhnuto, pokazivati mrljasta zasjenjenja ili lobarnu konsolidaciju, slično kao kod bakterijske pneumonije. U ranim stadijima bolesti, osobito uz dehidraciju, rendgenski nalazi ne moraju pokazivati promjene ili ih je teško protumačiti u gojaznih osoba, ili u onih s bolešću pluća u anamnezi. U slučaju neodređenih nalaza, pretraga pomoću CT-a može pružiti dodatne informacije.

### Mikrobiologija
U ambulantno liječenih bolesnika određivanje uzročnika nije troškovno opravdano i u pravilu ne utječe na način liječenja. U bolesnika koji ne odgovaraju na liječenje, u obzir dolazi uzgoj uzročnika u kulturi sputuma, a u osoba s kroničnim produktivnim kašljem treba poduzeti dokazivanje uzročnika tuberkuloze, Mycobacterium tuberculosis. Dokazivanje drugih specifičnih uzročnika se, iz javno zdravstvenih razloga može preporučiti u slučajevima epidemija. U bolesnika koji su zbog težine bolesti hospitalizirani, preporučuje se učiniti uzgoj uzročnika iz sputuma i hemokulture, kao i pretrage mokraće na antigene bakterija Legionella i Streptococcus. Virusne se infekcije mogu potvrditi otkrivanjem virusa ili njegovih antigena pomoću mikrobiološkog uzgoja u kulturi ili, između ostaloga lančane reakcije polimerazom (PCR). Uobičajenim mikrobiološkim pretragama se uzročnik otkriva u samo 15% slučajeva.

### Klasifikacija
Pneumonitis je upala plućnog tkiva; izraz pneumonija se odnosi na pneumonitis koji je obično uzrokovan infekcijom, ali koji je ponekad i neinfekcijske prirode, uz dodatne osobine plućne konsolidacije. Pneumonija se najčešće klasificira prema tome gdje ili kako je došlo do zaraze pa tako može biti: uobičajena pneumonija (engl. community acquired pneumonia: pneumonija uzrokovana uzročnikom koji trenutno hara u određenoj skupini stanovništva, a u osoba koje nisu nedavno bile u bolnici niti u nekoj drugoj ustanovi koja se bavi njegom ili rehabilitacijom, poput doma za starije i nemoćne ili toplica), aspiracijska pneumonija, pneumonija povezana sa zdravstvenom njegom (engl. healthcare-associated pneumonia: pneumonija u osoba koje su nedavno bile uključene u zdravstvenu zaštitu, primjerice na način da su bile određeno vrijeme u bolnici, ustanovi za starije i nemoćne, ambulantno liječene intravenskom primjenom lijekova, dijalizirane i sl.), hospitalna infekcija i  pneumonija povezana s mehaničkom ventilacijom. Pneumonija se može klasificirati i prema zahvaćenom području pluća, pa prema toj klasifikaciji može biti: lobarna pneumonja, bronhopneumonija i akutna intersticijska pneumonija, a može se klasificirati i prema uzročniku. Pneumonija u djece se može dodatno klasificirati na osnovi znakova i simptoma kao blaža, teška ili vrlo teška.

### Diferencijalna dijagnoza
Nekoliko bolesti se može očitovati simptomima i znakovima sličnim pneumoniji. To su kronična opstruktivna plućna bolest (KOPB), astma, plućni edem, bronhiektazije, karcinom pluća i plućna embolija. Za razliku od pneumonije, astma i KOPB se tipično očituju zviždanjem, plućni edem prati poremećeni nalaz elektrokardiograma, karcinom i bronhiektazije su praćeni dugotrajnim kašljem, a plućna embolija se očituje iznenadnom probadajućom boli u prsištu i skraćenjem daha.

## Prevencija
Prevencija obuhvaća cijepljenje, javnozdravstvene mjere i odgovarajuće liječenje drugih postojećih bolesti. Kad bi se odgovarajuće preventivne mjere provele na globalnoj razini, smatra se da bi se smrtnost u djece smanjila za 400 000 slučajeva, a kad bi odgovarajuće liječenje bilu svuda dostupno taj broj bi se smanjio za 600 000 slučajeva.

### Cijepljenje
Cijepljenje sprječava neke od bakterijskih i virusnih pneumonija u djece i odraslih. cjepiva protiv gripe su umjereno učinkovita protiv gripe tipa A i B. Center for Disease Control and Prevention (CDC) preporučuje godišnje cijepljenje svih ljudi u životnoj dobi od 6 mjeseci nadalje. Cijepljenje zdravstvenih radnika smanjuje opasnost od virusne pneumonije u njihovih pacijenata. Kada dođe do epidemije gripe, lijekovi kao što su amantadin ili rimantadin mogu pomoći u sprječavanju razvoja bolesti. Nije poznato da li su zanamivir ili oseltamivir učinkoviti, i to zbog toga što je tvornica koja proizvodi oseltamivir odbila objaviti podatke istraživanja kako bi se učinila nezavisna procjena.
Postoje uvjerljivi dokazi koji potkrjepljuju primjenu cjepiva protiv bakterija Haemophilus influenzae i Streptococcus pneumoniae. Cijepljenje djece protiv streptokoka pneumonije dovelo je i do pada incidencije infekcija ovim uzročnicima u odraslih, jer se mnogi odrasli zaraze od djece. Pneumokokno polisaharidno cjepivo postoji i za primjenu u odraslih, a dokazano je kako smanjuje opasnost od invazivne pneumokokne bolesti. Ostala cjepiva za koja je dokazano da imaju zaštitni učinak od pneumonije su cjepivo protiv pertusisa, varicele i ospica.

### Ostalo
Preporučuje se prestanak pušenja i smanjenje unutarnjeg zagađenja zraka, prestankom kuhanja na drva ili na kravlji izmet. Čini se kako pušenje predstavlja najveći pojedinačni rizični čimbenik za razvoj pneumokokne pneumonije u inače zdravih odraslih osoba. Učinkoviti preventivni postupci su i pranje ruku i kašljanje u rukav (ne zaklanjenje usta rukom). Zaraza se može spriječiti i na način da bolesnici nose zaštitnu kiruršku masku.
Odgovarajuće liječenje osnovnih bolesti (kao što su HIV/AIDS, dijabetes melitus, i malnutricija) može smanjiti opasnost od pneumonije. U djece mlađe od 6 mjeseci prehrana isključivo dojenjem smanjuje i opasnost i izraženost bolesti. U osoba oboljelih od HIV-a/AIDS-a, s brojem CD4 limfocita manjim od 200 stanica/uL antibiotik trimetoprim/sulfametoksazol smanjuje opasnost od Pneumocistis pneumonije a može biti korisna i za prevenciju u imunokompromitiranih bolesnika koji nisu zaraženi HIV-om.
Pretrage trudnica na streptokoke skupine B i na uzročnika Chlamydia trachomatis, kao i, ako je to potrebno, primjena antibiotika, smanjuje učestalost pneumonije u novorođenčadi, a učinkoviti mogu biti i postupci prevencije prijenosa HIV-a s majke na dijete.Nije utvrđeno da sukcija usta i ždrijela novorođenčadi s mekonijskom plodovom vodom smanjuje učestalost aspiracijske pneumonije već može potencijalno biti štetna, zbog čega se u većini slučajeva ovaj postupak ne preporučuje. U tjelesno oslabljenih starijih osoba pravilna higijena usne šupljine može smanjiti opasnost od aspiracijske pneumonije.

## Liječenje
| KUDS-65 (eng. CURB-65)                 | KUDS-65 (eng. CURB-65) |
| Simptom                                | Bodovi                 |
| -------------------------------------- | ---------------------- |
| Konfuzija                              | 1                      |
| Urea>7 mmol/l                          | 1                      |
| Disanje>30                             | 1                      |
| Sistolički<90mmHg, Dijastolički<60mmHg | 1                      |
| Dob>=65                                | 1                      |

U tipičnim slučajevima je za potpuno izlječenje dovoljna oralna primjena antibiotika, mirovanje, primjena jednostavnih analgetika i uzimanje tekućine. Međutim, u osoba s drugim zdravstvenim tegobama, u starijih osoba ili onih koje imaju otežano disanje, može biti potrebna pojačana njega. Ako se simptomi pogoršaju, do poboljšanja ne dođe na kućnoj njezi ili se razviju komplikacije, može biti potrebna hospitalizacija. Širom svijeta je hospitalizacija potrebna u oko 7–13% slučajeva u djecedok se u razvijenim zemljama hospitalizira između 22 i 42% odraslih s uobičajenom pneumonijom.  Zbroj simptoma KUDT-65 (eng. CURB-65) je koristan pokazatelj potrebe za bolničkim liječenjem u odraslih bolesnika. Ako je vrijednost zbroja 0 ili 1 bolesnik se u pravilu može liječiti kod kuće, ako on iznosi 2, potreban je kratkotrajni boravak u bolnici ili pažljivo praćenje stanja bolesnika, a ako zbroj iznosi 3–5 preporučuje se hospitalizacija. Djeca s respiratornim distresom ili zasićenjem krvi kisikom manjom od 90% se trebaju liječiti u bolnici. Korist od fizikalne terapije prsnog koša kod pneumonije nije još potvrđena. U bolesnika zaprimljenih u jedinicu intenzivne skrbi korisna može biti neinvazivna ventilacija. Nije dokazano da je u djece korisna primjena lijekova protiv kašlja koji se kupuju bez recepta kao niti primjena cinka. Postoji dovoljno dokaza o koristi od primjene mukolitika.

### Bakterijska
Liječenje antibioticima popravlja ishod u bolesnika s bakterijskom pneumonijom. Početni izbor antibiotika ovisi o osobinama bolesnika, poput životne dobi, prethodnog zdravlja i mjesta na kojem je došlo do zaraze. U Velikoj Britaniji se za liječenje uobičajene pneumonije u prvom redu preporučuje empirijsko liječenje amoksicilinom, a zamjenski lijekovi su doksiciklin ili klaritromicin. U Sjevernoj Americi, gdje su “atipični” oblici uobičajene pneumonije učestaliji, amoksicilin su, kao prvi lijek izbora za ambulantno liječenje odraslih istisnuli makrolidi (kao što su azitromicin ili eritromicin) te doksiciklin. U djece s blagim do umjereno izraženim simptomima, amoksicilin i dalje ostaje prvi lijek izbora. Zbog mogućih neželjenih pojava i razvoja otpornosti, a zbog nevelikih kliničkih prenosti, u nekompliciranim se slučajevima ne preporučuje primjena fluorokinolona. Uobičajeno trajanje liječenja iznosi sedam do deset dana, no sve je više dokaza da je i kratkotrajnije liječenje (tri do pet dana) podjednako učinkovito. Hospitalna pneumonija se liječi trećom i četvrtom generacijom cefalosporina, karbapenemima, fluorokinolonima, aminoglikozidima i vankomicinom. Ovi se antibiotici često primjenjuju intravenski i u kombinaciji. U više od 90% bolesnika liječenih u bolnici se stanje popravlja uz liječenje početnim antibiotikom.

### Virusna
Virusna pneumonija uzrokovana virusima (gripe tipa A i gripe tipa B se može liječiti inhibitorima neuraminidaze. Ne postoje preporuke o specifičnim antivirusnim lijekovima za liječenje drugih oblika uobičajenih virusnih pneumonija uključujući i SARS koronavirusnu, adenovirusnu, hantavirusnu i onu uzrokovanu virusom parainfluence. Gripa tipa A se može liječiti rimantadinom ili amantadinom, dok se gripa tipa A ili B može liječiti oseltamivirom, zanamivirom ili peramivirom. Ako se liječenje započne unutar 48 sati od pojave simptoma učinci su vrlo dobri. Mnogi sojevi gripe tipa A H5N1, poznati pod imenom ptičja gripa su pokazali otpornost na rimantadin. Neki stručnjaci kod virusne pneumonije preporučuju i primjenu antibiotika, jer nije moguće isključiti komplikaciju bakterijskom infekcijom. British Thoracic Society ne preporučuje liječenje antibioticima u blagim slučajevima bolesti. Primjena kortikosteroida je sporna.

### Aspiracijska
Aspiracijski ili kemijski pneumonitis se liječi konzervativno antibioticima koji su indicirani samo za aspiracijsku pneumoniju. Izbor antibiotika ovisi o nekoliko čimbenika, uključujući uzročnika na koji se sumnja, te da li se radi o uobičajenoj pneumoniji ili onoj koja se razvila pri bolničkom liječenju. Obično se primjenjuju klindamicin ili kombinacija beta laktamskog antibiotika i metronidazola ili aminoglikozida.
Za liječenje aspiracijske pneumonije ponekad se primjenjuju kortikosteroidi, no o njihovoj učinkovitosti nema dovoljno dokaza.

## Prognoza
Uz liječenje se većina bakterijskih pneumonija smiruje za 3–6 dana. Većina simptoma obično nestaje nakon nekoliko tjedana. Rentgenska slika se u tipičnim slučajevima normalizira za četiri tjedna, a smrtnost je mala (ispod 1%). U starijih osoba, kao i osoba s drugim plućnim zdravstvenim tegobama oporavak može trajati i dulje od 12 tjedana. Među bolesnicima kojima je potrebna hospitalizacija smrtnost može doseći i 10%, a u onih kojima je potrebna intenzivna skrb i 30–50%. Pneumonija je najčešća hospitalna infekcija koja dovodi do smrtnog ishoda. Prije primjene antibiotika je u hospitaliziranih bolesnika smrtnost iznosila 30%.
Do komplikacija može doći, osobito u starijih bolesnika i u onih s od prije postojećim bolestima. Neke od njih su: empijem, plućni apsces, obliterirajući bronhiolitis, sindrom akutnog respiratornog distresa, sepsa i pogoršanje osnovnih zdravstvenih tegoba.

### Pravila kliničkog predviđanja
Pravila kliničkog predviđanja su osmišljena kako bi se objektivnije moglo predvidjeti ishod pneumonije. Ona se često koriste prilikom odlučivanja da li bolesnika treba zaprimiti u bolnicu ili ne.
- Indeks izraženosti pneumonije (ili IIP indeks)[18]
- KUDT-65 zbroj, prilikom čijeg izračunavanja se u obzir uzima izraženost simptoma, sve druge bolesti i dob bolesnika[73]

### Pleuralni izljev, empijem i apsces
Kod pneumonije se u prostoru koji okružuje pluća može razviti nakupljanje tekućine kojeg nazivamo pleuralnim izljevom. Ponekad se u toj tekućini razmnože bakterije, uzrokujući pleuralni empijem. Kako bi se empijem razlikovalo od učestalijeg, običnog parapneumoničnog izljeva, potrebno je učiniti punkciju prsišta iglom (torakocenteza), a uzorak tekućine pregledati. Ako se pokažu znakovi empijema, potrebno je učiniti potpunu drenažu sadržaja, često uz pomoć drenažnog katetera. U teškim slučajevima empijema može biti potrebno učiniti kirurški zahvat. Ako se zaražena tekućina ne drenira, infekcija postaje dugotrajna jer antibiotici ne mogu prodrijeti do pleuralne šupljine. Ako je tekućina sterilna, drenaža je potrebna samo u slučajevima kada uzrokuje simptome ili se ne povlači sama od sebe.
Rijetkost je stvaranje plućnog apscesa pri čemu bakterije ostaju na ograničenom području unutar plućnog tkiva, okružene gnojem. Plućni se apscesi obično mogu uočiti na rendgenskoj slici prsišta, no često je za potvrdu dijagnoze potrebno učiniti CT prsnog koša.Stvaranje apscesa tipično je za aspiracijsku pneumoniju i oni obično sadrže nekoliko vrsta bakterija. Za liječenje plućnog apscesa potrebna je dugotrajna primjena antibiotika, a ponekad apsces mora drenirati kirurg ili intervencijski radiolog.

### Zatajenje disanja i cirkulacije
Pneumonija može uzrokovati zatajenje disanja poticanjem sindroma akutnog respiratornog distresa (ARDS) do kojeg dolazi kombinacijom infekcije i upalnog odgovora. Dolazi do brzog ispunjavanja pluća tekućinom uz gubitak rastezljivosti. Zbog gubitka rastezljivosti plućnog tkiva uz otežanu izmjenu plinova zbog ispunjenosti alveola tekućinom, za održavanje na životu mogu biti potrebna dugotrajnija razdoblja mehaničke ventilacije.
Potencijalna komplikacija pneumonije je i sepsa, no do njezinog razvoja tipično dolazi samo u osoba s oslabljenom imunošću ili s hiposplenizmom. Njezini su najčešći uzročnici Streptococcus pneumoniae, Haemophilus influenzae i Klebsiella pneumoniae. U razmatranju drugih uzroka simptoma u obzir dolazi infarkt miokarda ili plućna tromboembolija.

## Epidemiologija
Pneumonija je učestala bolest od koje u svim dijelovima svijeta obolijeva oko 450 milijuna ljudi godišnje. Ona je neposredni uzrok smrti, uzrokujući 4 milijuna smrtnih slučajeva (7% svih smrtnih slučajeva u svijetu) godišnje u svim dobnim skupinama. Stope smrtnosti su najveće među djecom mlađom od pet godina, i u odraslih osoba starijih od 75 godina. Oko pet puta je češća u zemljama u razvoju nego u razvijenim zemljama. Virusna pneumonija uzrokuje oko 200 milijuna smrtnih slučajeva. Od 2009. godine, pneumonija je u Sjedinjenim Državama 8. po redu uzrok smrti.

### Djeca
U 2008. godini bilo je oko 156 milijuna slučajeva pneumonije u djece (151 milijun u zemljama u razvoju i 5 milijuna u razvijenim zemljama). Ona je dovela do 1.6 milijuna smrtnih slučajeva, odnosno do 28–34% svih smrtnih slučajeva u dobi manjoj od pet godina života, od čega u 95% u zemljama u razvoju. Zemlje s najvećim brojem oboljelih su: Indija (43 milijuna), Kina (21 milijun) i Pakistan (10 milijuna). Ona je vodeći uzrok smrti djece u zemljama s niskim dohotkom. Do mnogih od tih smrtnih slučajeva dolazi u novorođenčadi. Svjetska zdravstvena organizacija procjenjuje da je u novorođenčadi jedan od tri smrtna slučaja uzrokovan pneumonijom. Oko polovica ovih smrtnih slučajeva se teoretski može spriječiti, jer su uzrokovani bakterijama protiv kojih postoji učinkovito cjepivo.

## Pandemija COVID-19
Krajem prosinca 2019. godine, 41 slučajeva je bilo prijavljeno o suzbijanju pneumonijske bolesti kasnije nazvane 2019-ncov (do veljače 2020.). Kasnije je preimenovana u bolest COVID-19 od SZO-a. Više od 7 milijuna ljudi trenutno oboljeva bolest, a više od 420,000 je preminulo.

## Povijest
Pneumonija je kroz cijelu povijest čovječanstva bila česta bolest. Simptome je opisao Hipokrat (oko 460 – 370 pr. Kr.):
Međutim, Hipokrat je opisivao pneumoniju kao bolest "imenovanu od starina". Također je opisao ishode kirurške drenaže empijema. Maimonides (1135. – 1204.) je primijetio: 
Ovaj klinički opis je prilično sličan onome koji se nalazi u suvremenim udžbenicima i odražava širinu medicinskog znanja u razdoblju od Srednjeg vijeka do 19. stoljeća.
Godine 1875. prvi je bakterije u dišnim putovima bolesnika umrlih od pneumonije opazio Edwin Klebs. Dva česta bakterijska uzročnika, Streptococcus pneumoniae i Klebsiella pneumoniae otkrili su Carl Friedländer i Albert Fränkel, 1882., odnosno 1884. godine. Friedländer je u primjenu uveo bojenje po Gramu, osnovnu laboratorijsku pretragu koja se i danas koristi za otkrivanje i razlikovanje bakterija. Christian Gram je 1884. godine objavio članak u kojem opisuje taj postupak kojim se bakterije mogu razlikovati, i dokazao da pneumoniju može uzrokovati više od jednog mikroorganizma.
Sir William Osler, poznat kao "otac moderne medicine," proučavao je smrti i tjelesna oštećenja uzrokovana pneumonijom, opisujući je kao "predvodnika vojske smrti", godine 1918., kad je kao jedan od vodećih uzroka smrti toga vremena, pneumonija pretekla tuberkulozu. Ovakav opis originalno je smislio John Bunyan, opisujući “sušicu” (tuberkulozu). Osler je tuberkulozu nazvao i “prijateljem staraca”, jer je smrt od nje često bila brza i bezbolna, u vremenima kad su postojali mnogi sporiji i bolniji načini umiranja.
U 20. stoljeću je nekoliko otkrića poboljšalo ishod u bolesnika s pneumonijom. Pronalaskom penicilina i drugih antibiotika, uvođenjem modernih kirurških zahvata i intenzivne skrbi, u razvijenim se zemljama smrtnost od pneumonije koja je bila skoro 30%, naglo smanjila. Cijepljenje dojenčadi protiv bakterije Haemophilus influenzae tipa B započeto je 1988. i ubrzo dovelo do dramatičnog pada broja slučajeva njome uzrokovane pneumonije. Cijepljenje odraslih osoba protiv bakterije Streptococcus pneumoniae koje je započelo 1977. i cijepljenje djece započeto 2000. godine dovelo je do sličnog rezultata.

## Društvo i kultura
Zbog učestalosti bolesti u zemljama u razvoju i relativno niske svijesti o mogućnosti obolijevanja u razvijenim zemljama, 12. studeni proglašen je Svjetskim danom pneumonije, kada građani i političari imaju priliku poduzeti mjere protiv bolesti. Procjenjuje se da troškovi uzrokovani uobičajenom pneumonijom na globalnoj razini iznose 17 milijardi dolara.

## Vanjske poveznice
- (hrv.) Upala pluća - etiologija, patologija, patogeneza, manifestacije, dijagnosticiranje i liječenje  Arhivirana inačica izvorne stranice od 26. kolovoza 2013. (Wayback Machine)
- PLIVAzdravlje - Upala pluća
- Pneumonia  Arhivirana inačica izvorne stranice od 13. ožujka 2007. (Wayback Machine)
- Dijagnoza i načini liječenja  Arhivirana inačica izvorne stranice od 17. ožujka 2007. (Wayback Machine)
- Pneumonija na Curlie